# Ferdinand Wahrendorff

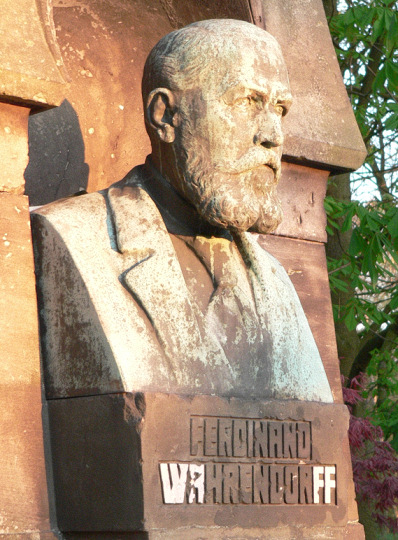
Büste des Wahrendorff-Denkmals in Ilten

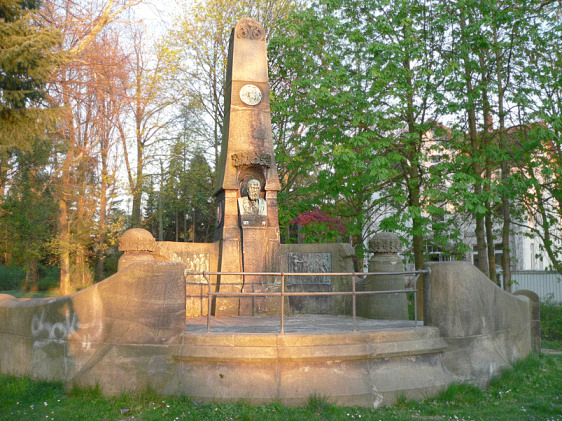
Wahrendorff-Denkmal in Ilten

Ferdinand Wahrendorff (* 20. Februar 1826 in Diepenau; † 21. März 1898 in Ilten) war ein deutscher Arzt und Gründer einer psychiatrischen Klinik.

## Leben
Wahrendorff studierte Medizin an der Georg-August-Universität Göttingen und wurde 1846 im Corps Saxonia Göttingen aktiv. Das Corps verlieh ihm schon bei der Inaktivierung die Ehrenmitgliedschaft. Wahrendorff wurde Landarzt und gründete 1862 ein Asyl für psychisch Kranke in Ilten bei Lehrte, das im Juni 1862 seinen Betrieb aufnahm. Ab 1868 war er Direktor und alleiniger Eigentümer. Er erhielt den Ehrentitel eines preußischen Sanitätsrats. Sein Sohn, der Psychiater Rudolf Wahrendorff, trat 1898 die tätige Nachfolge als Leiter der Heilanstalt Ilten an. Die Einrichtung entwickelte sich zum Klinikum Wahrendorff und ist heute eine der größten ihrer Art in Europa. Das Denkmal für ihren Gründer mit einer Porträtbüste wurde 1902 von dem Bildhauer Roland Engelhard geschaffen.

## Schriften
- Das Asyl Ilten. 1888.

## Ehrungen
- 1849: Ehrenmitglied des Corps Saxonia Göttingen
- 1897: preußischer Roter Adlerorden 4. Klasse
- preußischer Sanitätsrat